# 行橋市立椿市小学校
行橋市立椿市小学校（ゆくはししりつ つばきいちしょうがっこう,英語: Yukuhashi City Tsubakiichi Elementary School）は、福岡県行橋市長尾にある公立小学校。

## 概要
8学級（2017年時点）、児童数88名（2018年4月1日現在）。学校通信「ふれあい」を定期的に発行。

## 校歌
作詞は永野國臣、作曲は田原昇。

## 教育目標・理念
「心身ともに健全で、創造性に富み、実践力のある児童を育成する」ことを目指している。

## 受賞歴
- 1988年（昭和63年）- 全国給食研究大会において文部大臣賞を受賞。

## 沿革
- 1874年（明治7年）- 入覚村に酬邦校、福丸村に永清校として創立。
- 1882年（明治15年）- 酬邦校と永清校と併合し、入覚小学校と改称。
- 1891年（明治24年）- 椿市尋常小学校と改称。
- 1893年（明治26年）- 椿市小学校と改称（現在地に移転）。
- 1906年（明治39年）- 高等科を併置し、椿市尋常高等小学校と改称。
- 1908年（明治41年）- 椿市尋常小学校と改称（6年制）。
- 1914年（大正3年）- 椿市尋常高等小学校と改称。
- 1941年（昭和16年）- 椿市国民学校と改称。
- 1947年（昭和22年）- 行橋市立椿市小学校と改称。
- 1992年（平成4年）- 福岡県教委指定・委嘱校として研究発表（福祉教育）。
- 1997年（平成9年）- 福岡県小学校図画工作教育研究発表大会会場校。
- 2000年（平成12年）- 行橋市教育委員会指定・委嘱校として研究発表（福祉教育）。
- 2003年（平成15年）- 文部科学省指定研究紙上発表（人権教育）。
- 2017年（平成29年）- 行橋市教委指定・委嘱校として研究発表（国語科）。

## 通学区域
- 行橋市立椿市小学校通学区域

## 交通アクセス
- 行橋駅から徒歩55分
- 椿市から徒歩2分（太陽交通バス利用）[2]